# 7시/8시 명랑열차
《7시/8시 명랑열차》는 대한민국의 KBS에 방송됐던 아침 교양 프로그램이다.

## 기획 의도
밝고 명랑하고 희망찬 아침을 조명하는 매거진 형식의 밝은 소식을 상큼한 아침을 맞도록 하는 보도성 교양물.

## 방송 일정
| 방송 채널 | 방송 제목    | 방송 기간                          | 방송 시간                                |
| --------- | ------------ | ---------------------------------- | ---------------------------------------- |
| KBS 2TV   | 7時 명랑열차 | 1984년 10월 29일 ~ 1985년 2월 22일 | 월요일 ~ 토요일 아침 7시 ~ 7시 50분      |
| KBS 2TV   | 7時 명랑열차 | 1985년 2월 23일 ~ 1985년 4월 20일  | 월요일 ~ 토요일 아침 7시 ~ 7시 40분      |
| KBS 2TV   | 8時 명랑열차 | 1985년 4월 22일 ~ 1985년 7월 6일   | 월요일 ~ 토요일 아침 8시 ~ 9시           |
| KBS 2TV   | 8時 명랑열차 | 1985년 7월 8일 ~ 1985년 11월 2일   | 월요일 ~ 토요일 아침 8시 10분 ~ 9시      |
| KBS 2TV   | 명랑열차     | 1985년 11월 4일 ~ 1986년 5월 24일  | 월요일 ~ 토요일 아침 7시 30분 ~ 8시 40분 |

## 역대 진행자
- 황인용
- 이혜숙

## 같이 보기
- 아침의 광장 (후속작)
- 아침 정보 프로그램